# Comtat de Klaipėda
El Comtat de Klaipėda (lituà Klaipėdos apskritis) és un comtat de Lituània. La capital és Klaipėda.
Els principals municipis són:
- Klaipėda
- Districte municipal de Klaipėda
- Districte municipal de Kretinga
- Neringa
- Palanga
- Districte municipal de Skuodas
- Districte municipal de Šilutė